# Frau Hitt
De Frau Hitt is een 2269 meter hoge bergtop in de Inndalketen, de zuidelijke hoofdketen van het Karwendelgebergte in de Oostenrijkse deelstaat Tirol. De berg heeft zijn naam te danken aan zijn gelijkenis op een dame te paard.
Volgens de legende zou de bergtop de versteende Frau Hitt zijn, een reuzenkoningin bekend vanwege haar gierigheid en haar zelfingenomenheid. Er zijn verschillende versies van de legende, maar in de meest vertelde versie zou Frau Hitt een bedelaarster enkel een steen te eten hebben aangeboden. De bespottelijk gemaakte bedelaarster zou daarop de reuzin en haar paard hebben vervloekt en hen als straf voorgoed in steen hebben veranderd.
De pas Frau-Hitt-Sattel op 2235 meter hoogte vormt een overgang van het Inndal naar het Gleirschtal. Andere verbindingen tussen deze dalen worden gevormd door de Erlsattel bij het Solsteinhaus in het westen en de pas bij het Hafelekar-Bergstation bij de Hafelekarspitze in het oosten. De Frau-Hitt-Sattel vormt het kruispunt voor vele wandel- en klimroutes.